# Drezină

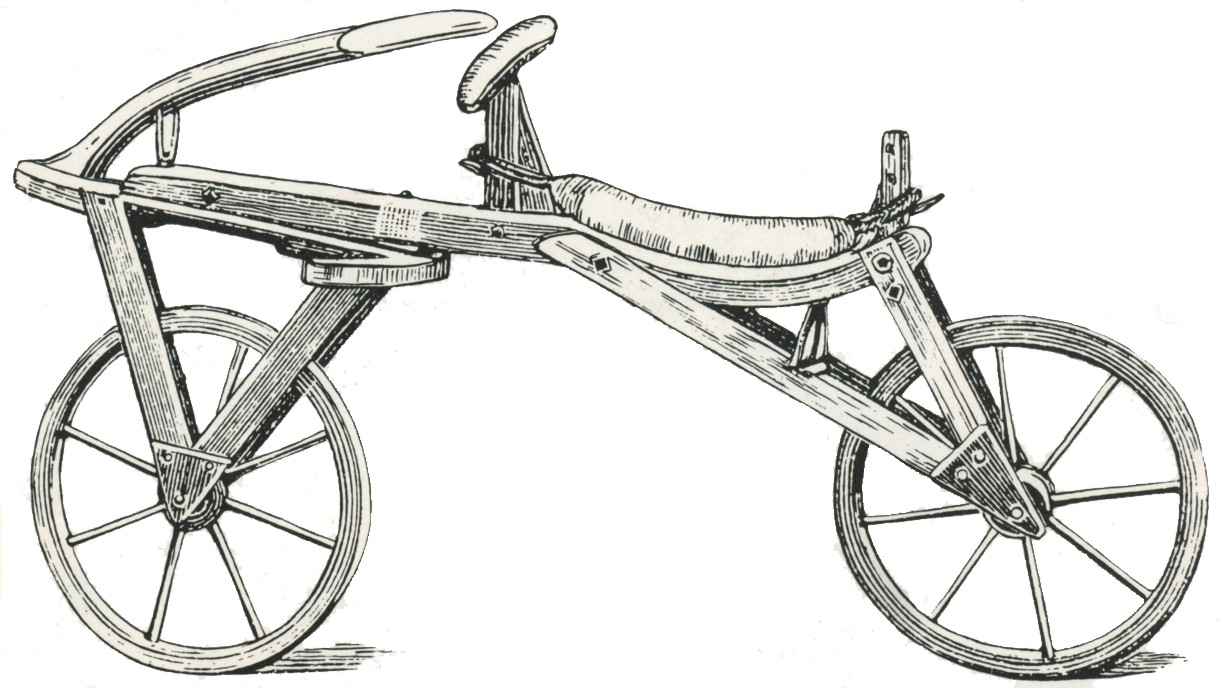
Drezină de la Karl Drais

Drezina este definită în Dicționarul explicativ al limbii române ca fiind un vehicul ușor, asemănător cu un vagonet, acționat cu mâna, cu pedale sau cu un motor, care servește la transporturi ușoare pe o linie ferată. Vehiculul mai e folosit de angajații căilor ferate pentru a căra echipajul și materialele esențiale întreținerii infrastructurii feroviare. Fiindcă drezina e ușoară și mică, ea poate fi așezată pe șine și luată de pe ele orișiunde, pentru a lăsa trenurile să treacă. 
Totul a plecat de la faimosul vehicul prezentat în Grădinile "Luxembourg" din Paris în anul 1818, de către Karl Drais, baron von Sauerbronn (1785-1851), inginer german din Mannheim, care a inventat mășina de alergat în anul 1817. Vehiculul pe șine nu avea mijloace de propulsie, dar accelera viteza celui așezat pe capra ei. 
Primul record cu acest nou vehicul este consemnat pe traseul Beaune-Dijon din Franța, când cei 37 km au fost parcurși in două ore și jumătate. 
În 1855, potcovarul parizian Pierre Michaux și fiul său, Ernest, au avut ideea de a plasa două pedale în axul primei roți a drezinei. Ca o curiozitate, prin atașarea unor roți de fier, automobilul a fost folosit ca drezină pentru inspectarea liniilor de cale ferată.
Azi, drezinele sunt folosite pentru relaxare și plăcere pe mai multe căi ferate scoase din uz din: Germania, Suedia, Norvegia, Polonia, alte câteva țări europene și Coreea de Sud. Mai multe firme închiriază drezinele în teritoriul suedez. În S.U.A., excursiile cu drezina sub forma bicicletei sunt derulate în mai multe state: Maine, Oregon, în Munții Adirondack din susul New York-ului și Delaware. 

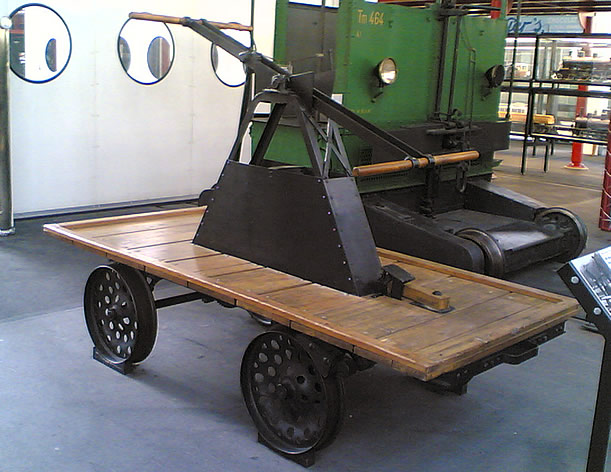
Un model mai vechi de drezină expus la Lucerna (Elveția)

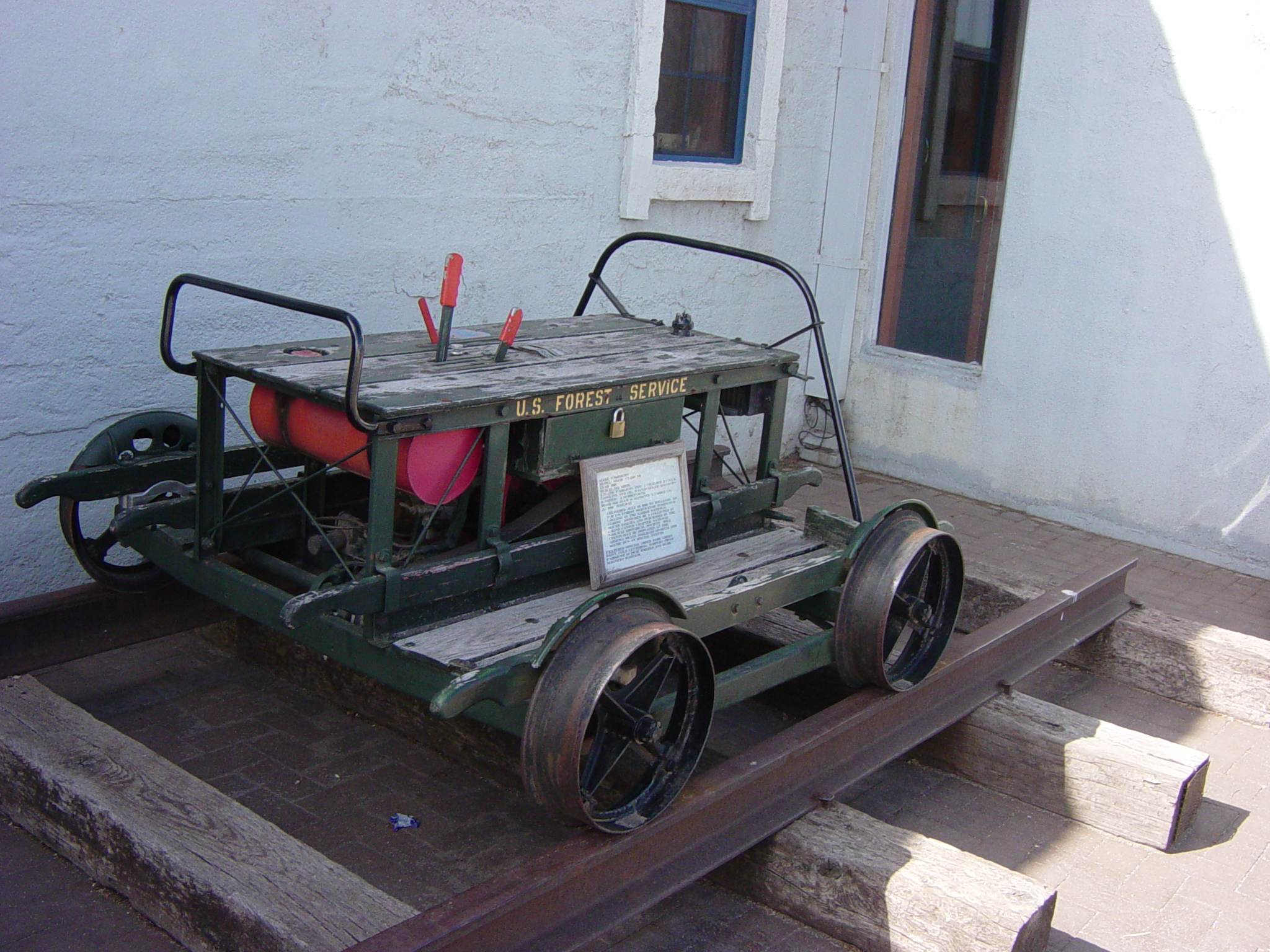
Drezină motorizată mică, ce-a slujit serviciului silvic american (Arizona)

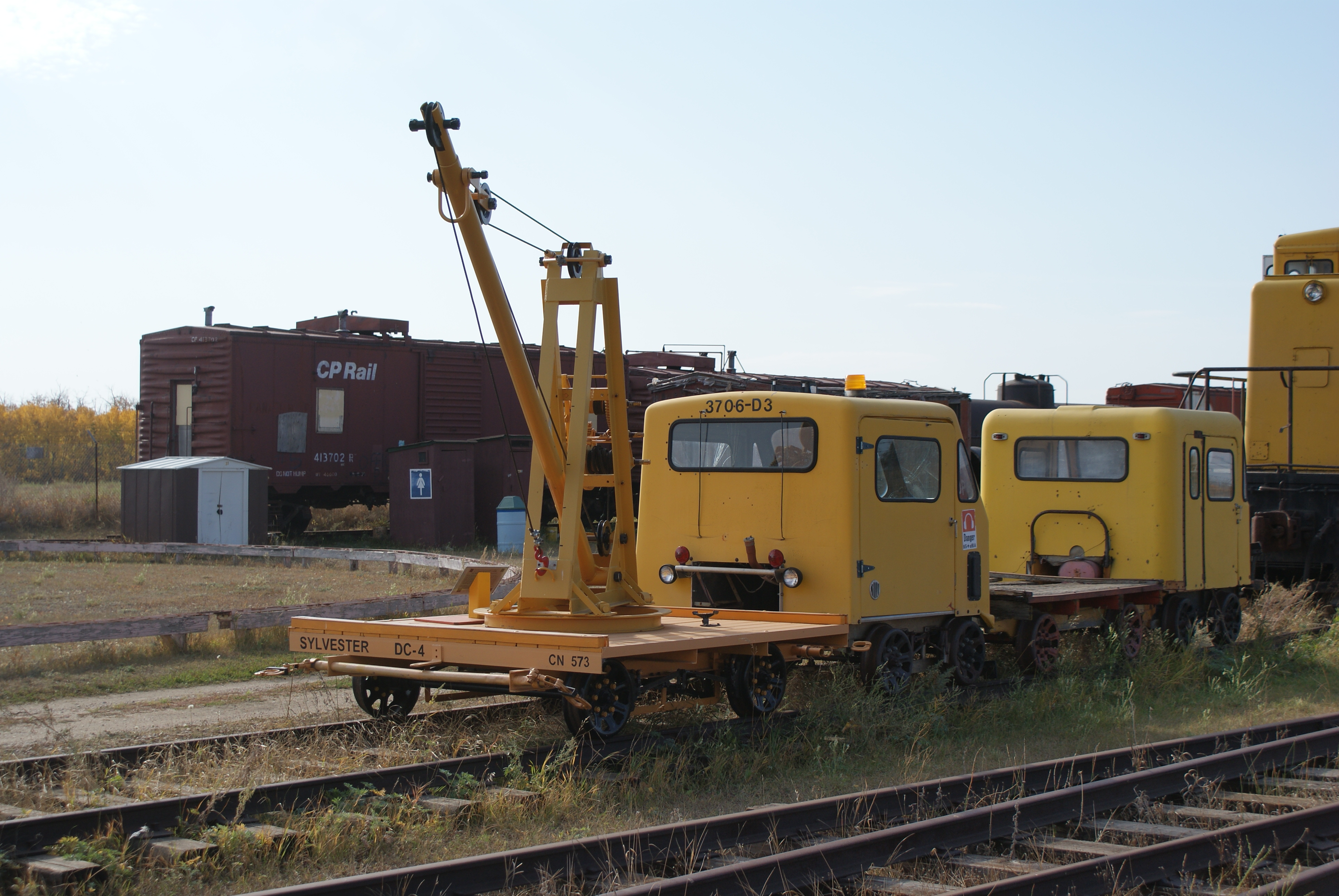
Drezine motorizate din Muzeul Căilor Ferate din Saskatchewan

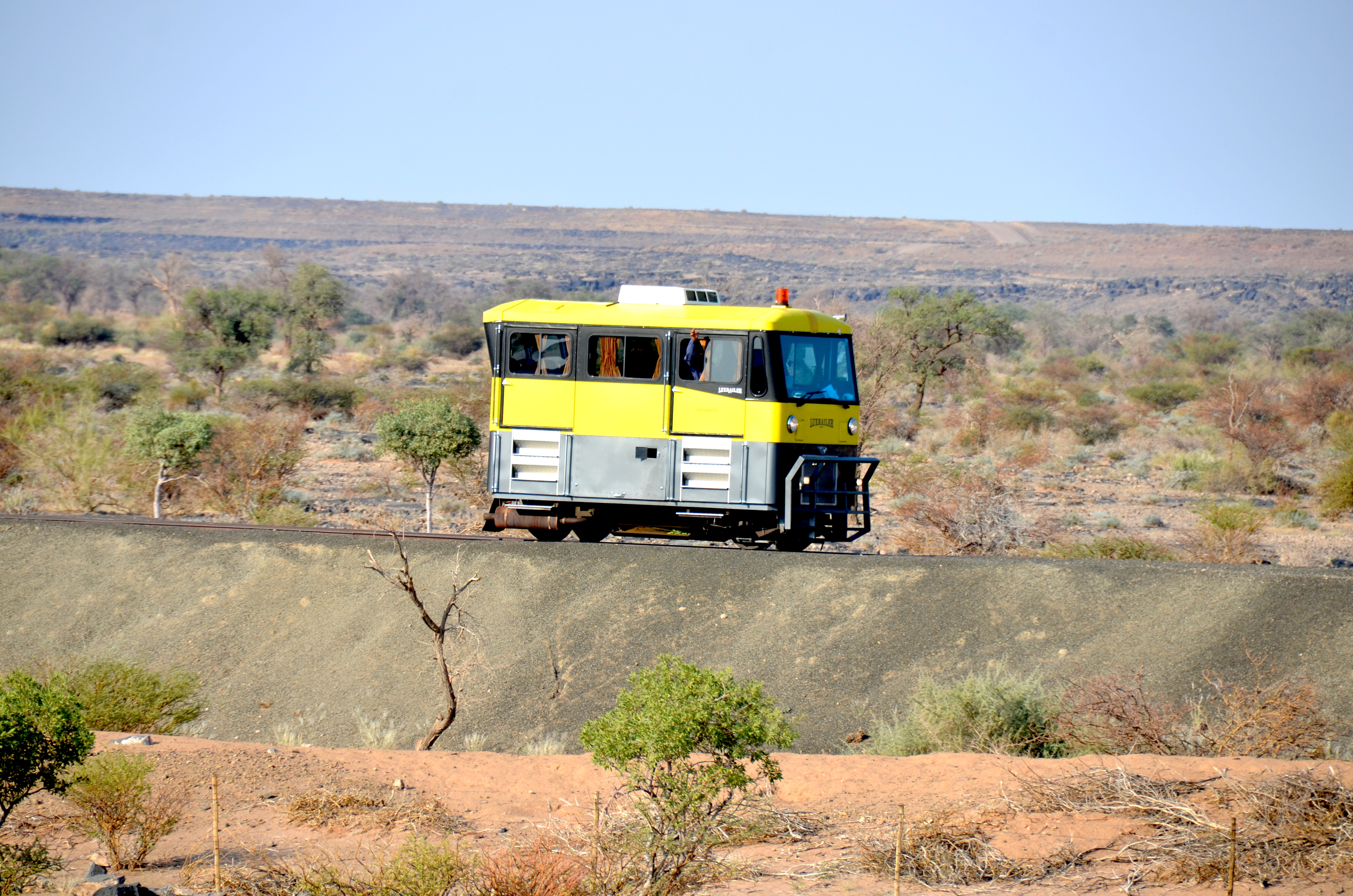
Drezină destinată transportării echipajului specializat și inspectării stării căilor ferate (Namibia, 2017)

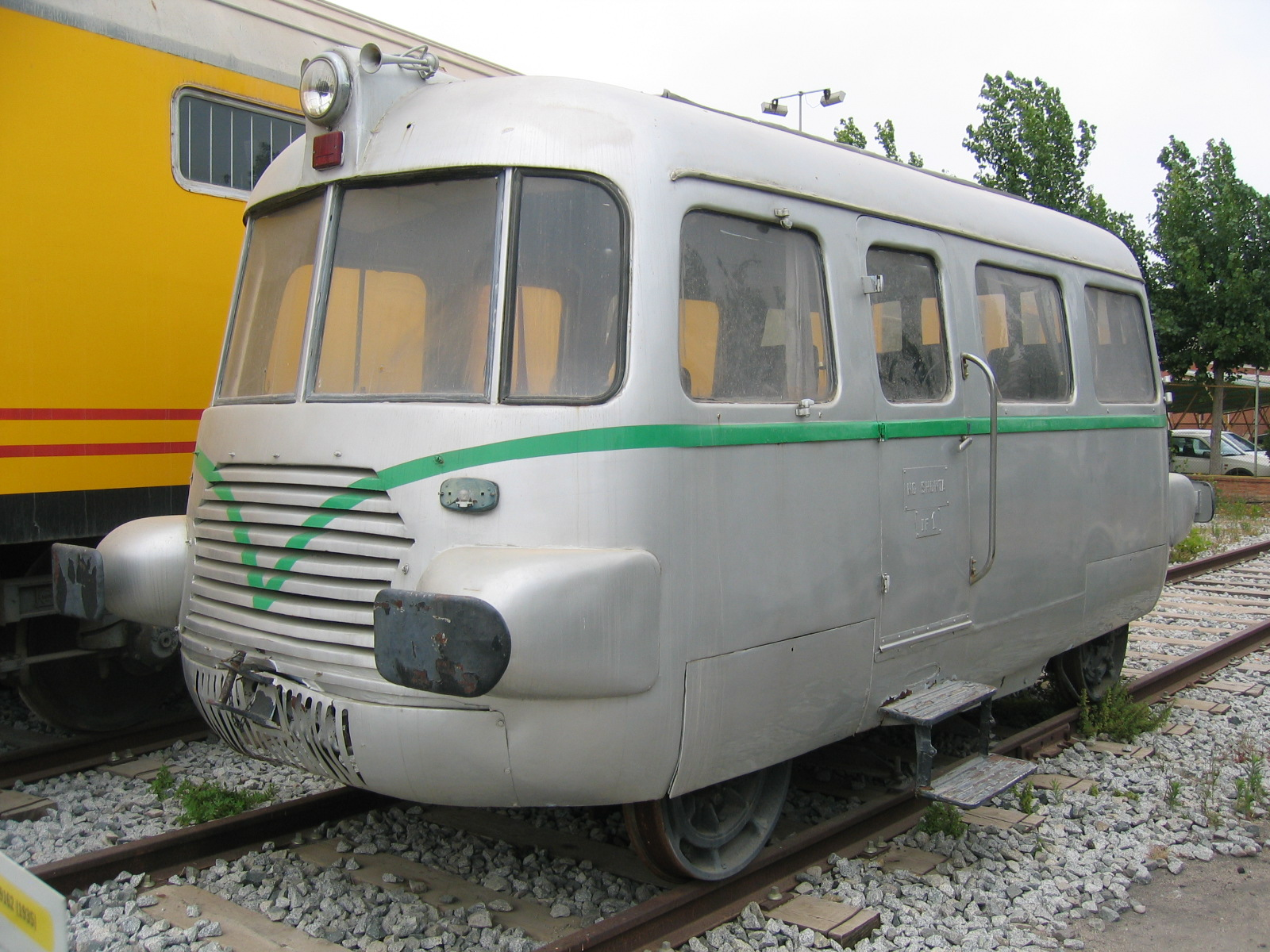
Autobuz pe șine din Barcelona

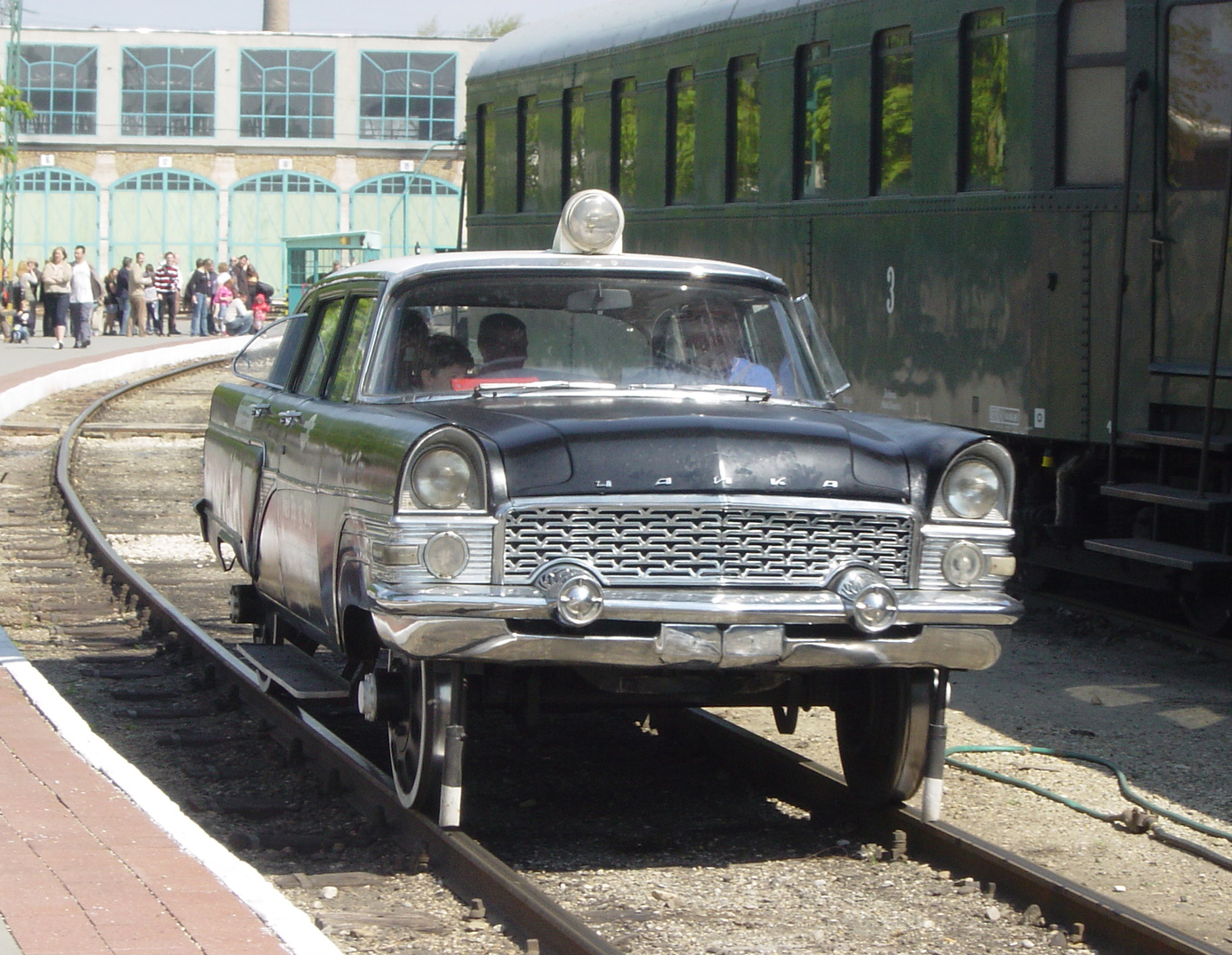
Mașină (marca rusească GAZ-13 Ciaika) transformată într-o drezină, la Muzeul Căilor Ferate Maghiare

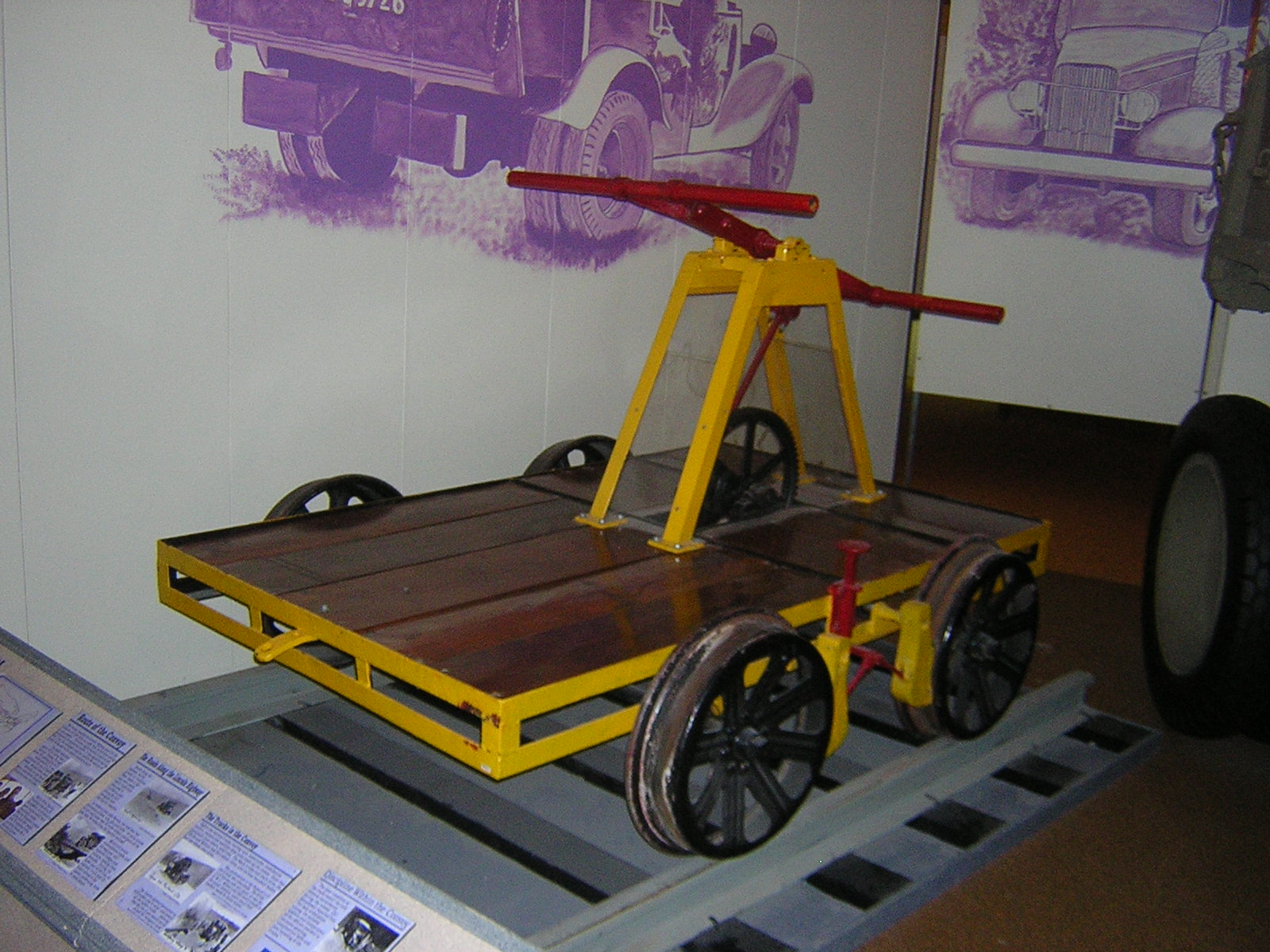
Drezină expusă la Muzeul de Transport al Armatei Americane (Virginia)

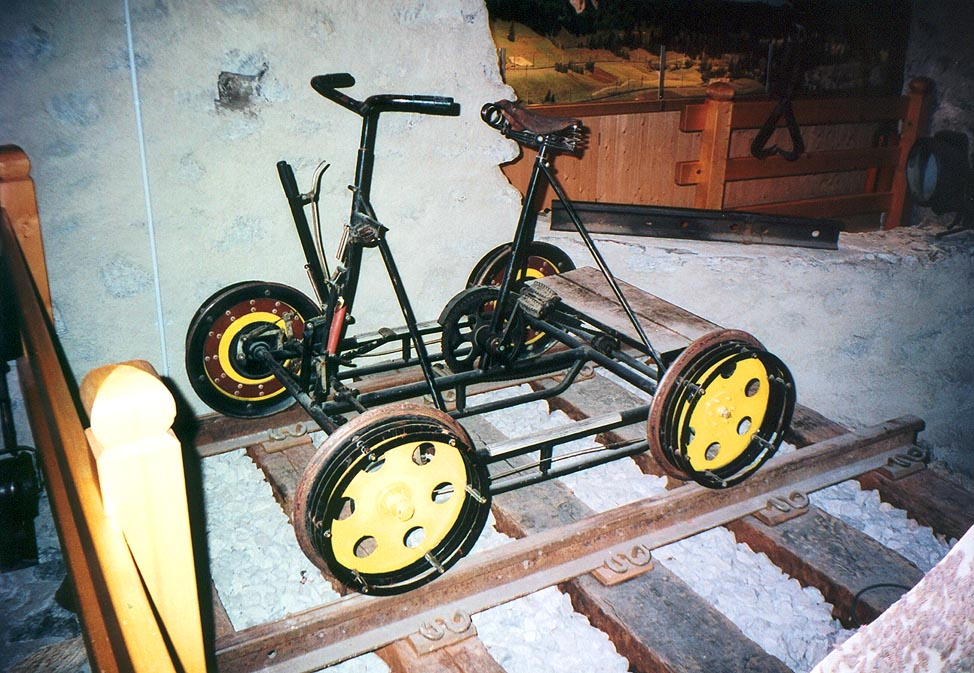
O drezină a Căilor Ferate Rhetiene (Muzeul din Bergün)

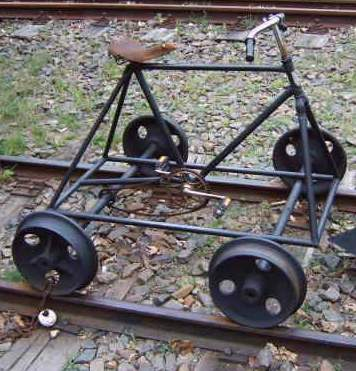
Drezină de tip bicicletă nemțească

## Utilizarea militară
Utilizarea militară a drezinelor se referă, în primul rând, la drezinele blindate. Erau vehicule cu motor feroviare blindate ușoare, destinate recunoașterii, cercetării/ depistării, patrulării căilor ferate și alte sarcini auxiliare de luptă, aceste funcții aparținând de obicei trenurilor blindate. Vehiculele timpurii de acest gen au fost construite în Rusia în timpul Primului război mondial. Mai târziu, adesea autoblindatele au fost folosite ca drezine blindate, după schimbarea roților rutiere cu cele feroviare sau dotarea lor cu role suplimentare de cale ferată retractabile. Totuși, unele țări au fabricat drezine blindate construite special în interbelic, cum ar fi URSS și Cehoslovacia. Vehiculele deosebite erau drezinele blindate poloneze – erau tancuri sau tanchete prevăzute cu șasiu special pentru șine, capabile să circule pe șine sau pe sol și să lase șasiul șinei pe șine. Unele țări au dezvoltat drezine blindate pentru calea ferată, cu roți de cale ferată retractabile; acestea nu au fost însă utilizate pe scară largă. Diferite drezine blindate au fost folosite în timpul celui de-Al doilea război mondial, începând de la invazia Poloniei efectuată de Germania nazistă. 
Înainte de cel de-Al doilea război mondial, Imperiul japonez a utilizat tot potențialul posibil oferit de drezine, cum ar fi Sumida M.2593 în Manciuria, apoi și în Al doilea război sino-japonez (1937-1945).